# Liste der Monuments historiques in Villecomte
Die Liste der Monuments historiques in Villecomte führt die Monuments historiques in der französischen Gemeinde Villecomte auf.

## Liste der Objekte
| Bezeichnung                      | Beschreibung                                        | Standort                                     | Kennzeichnung | Schutzstatus | Datum | Bild |
| -------------------------------- | --------------------------------------------------- | -------------------------------------------- | ------------- | ------------ | ----- | ---- |
| Gemälde Moses und die Amalekiter | Ölfarbe auf Eichenholz, Anfang des 17. Jahrhunderts | in der Kirche Assomption-de-la-Vierge (Lage) | PM21003035    | Classé       | 1999  |      |
| Gemälde Tobit und Raphael        | Ölfarbe auf Eichenholz, Anfang des 17. Jahrhunderts | in der Kirche Assomption-de-la-Vierge (Lage) | PM21003036    | Classé       | 1999  |      |